# Бутрин, Мирослав Леонович
Мирослав Леонович (Львович) Бутрин (11 апреля 1926 — 29 мая 2000) — советский и украинский библиограф, книговед. Кандидат филологических наук (1972). Член Научного общества имени Тараса Шевченко.

## Биография
Родился 11 апреля 1926 года в селе Стегниковцы.
Участник Великой Отечественной войны, имеет боевые награды, а также орден «За заслуги» III степени (1997). Член КПСС с 1956 года.
В 1957 году окончил Львовский университет. Учился у Фёдора Максименко. Работал учителем, инспектором отдела культуры Львовского облпрофсовета; с 1962 года — главный библиотекарь, заведующий библиографического отдела научной библиотеки Львовского университета, одновременно преподавал в Украинском полиграфическом институте во Львове (ныне Украинская академия книгопечатания), где хранится книжная коллекция Бутрина.
Научные исследования — в области книго-, библиотеко- и литературоведения. Автор более 150 научных трудов. Исследовал процессы формирования украинской библиографии. Опубликовал малоизвестные материалы о деятельности И. Франко, М. Коцюбинского, М. Рыльского, А. Макаренко. Он также был консультантом и рецензентом ряда отдельных библиографических трудов. Много времени уделял такой сфере деятельности, как предоставление справочно-библиографических консультаций.

## Труды
- О. С. Серафімович, 1863—1949: (До 100-річчя з дня народж.): Корот. список л-ри. — Л., 1962;
- Максим Тадейович Рильський (1895—1964): Бібліогр. список л-ри. — Л., 1965;
- Мова і стиль українських письменників: Бібліогр. покажч. л-ри за 1953—1964 рр. — Л., 1966;
- Більшовицька преса часів Жовтневої революції і громадянської війни (1917—1921): Зведений кат. газ. та журн., що переховуються в зб. м. Львова. — Л., 1967. — соавт.;
- Гайдамацьке повстання 1768 р.: Бібліогр. список. — Л., 1968;
- Бібліографія періодичних видань Львівської області за 1939—1965 рр. — Л., 1970;
- Бібліографічні покажчики з української літератури і мови. — Л., 1971;
- Бібліографія франківської бібліографії (1882—1975) // Укр. літературознавство: Республік. міжвід. наук. зб. — Л., 1977. — Вип. 28. — С. 116—135;
- Федір Пилипович Максименко: Бібліогр. покажч. — Л., 1983; Франкознавство у Львівському університеті: Хронол. покажч. л-ри (1945—1981). — Л., 1984. — соавт.;
- Видавничо-торговельна діяльність на Україні ХІХ ст. // Бібліотекознавство і бібліогр. — Х., 1989. — Вип. 29. — С. 110—119;
- Франкознавство за 1987 рік // Укр. літературознавство: Республік. міжвід. наук. зб. — Л., 1990. — Вип. 54: Іван Франко: Ст. і матеріали. — С. 119—126;
- І.С. Нечуй-Левицький у бібліографії // Укр. літературознавство: Республік. міжвід. наук. зб. — Л., 1990. — Вип. 55. — С. 126—130;
- Про автора [М. П. Гуменюка] // Гуменюк М. П. Біля джерел української радянської бібліографії. — К., 1991. — С. 148—150;
- Пам’яті видатного українського бібліографа [Ф. П. Максименка] // Вузівська бібліотека: Історія. Теорія. Досвід роботи: (Зб. пр.). — Л., 1992. — Вип. 1. — С. 77-81;
- Василь Щурат в бібліографії // Зап. ЛНБ ім. В. Стефаника. — К., 1993. — Вип. 2. — С. 102—104;
- Історія України в українському красному письменстві: Матеріали до бібліогр. покажч. — Л., 1995;
- Поточна бібліографічна інформація про українську книгу (за матеріалами галицьких журналів 30-х рр. ХХ ст.) // Українська періодика: Історія і сучасність: Доп. та повідомл. ІІІ Всеукр. наук.-теорет. конф., Львів, 22-23 груд. 1995 р. — Л., 1995. — С. 273—277;
- Книготорговельна бібліографічна інформація у Науковому товаристві ім. Т. Г. Шевченка у Львові // Бібліотека наукового товариства ім. Шевченка: книги і люди: Матеріали круглого столу. — Л., 1996. — С. 124—129;
- Типологічні особливості покажчиків змісту української періодики // Наук. пр. НБУВ. — К., 2000. — Вип. 3. — С. 218—222.